# Aeroportul Juneau
Aeroportul Juneau (IATA: JNU, ICAO: PAJN, FAA LID: JNU) este un aeroport din Juneau, Greater Juneau Borough⁠(d), Alaska, Statele Unite ale Americii ce deservește zona Juneau. Aeroportul a fost tranzitat în 2019 de 918.382 de pasageri. A fost numit după zona deservită.
Situat la o altitudine de 8 m, aeroportul dispune de 1 pistă.

## Infrastructură

### Piste
Aeroportul dispune de o singură pistă. Pista 08/26 are suprafața de asfalt și dimensiunile 8.857 picioare × 150 picioare. 